# كورت لوبي
كورت لوبي (بالإنجليزية: Kurt Looby)‏ مواليد 17 فبراير 1984 في سانت جونز، أنتيغوا وبربودا، هو لاعب كرة سلة من أنتيغوا وباربودا. بدأ مسيرته الاحترافية في سنة 2008. يلعب مع نادي فوتسوافك لكرة السلة في الدوري البولندي لكرة السلة كلاعب وسط. يحمل الرقم 14.

## المسيرة الاحترافية
لعب مع كانتون شارج في سنة 2010، ثم لعب مع مين ريد كلوز في سنة 2010، ثم لعب مع نيكار ريزن لودفيغسبورغ في الدوري الألماني في موسم 2011–2012.

## روابط خارجية
- كورت لوبي على موقع الاتحاد الدولي لكرة السلة (الإنجليزية)
- كورت لوبي على موقع الدوري الأوروبي لكرة السلة (الإنجليزية)
- كورت لوبي على موقع كرة السلة الأوروبية.كوم (الإنجليزية)
- كورت لوبي على موقع كلية كرة السلة في سبورتس رفرنس.كوم (الإنجليزية)
- كورت لوبي على موقع ريلجم (الإنجليزية)
- كورت لوبي على موقع بروبوليرز (الإنجليزية)
- كورت لوبي على موقع سبورتس رفرنس (الإنجليزية)
- كورت لوبي على موقع سبورتس رفرنس (الإنجليزية)